# Brunsdorf
Brunsdorf war eine wüste Feldmark im Fläming, der in der Nähe des Dorfes Klein Glien gelegen haben soll; das Dorf ist im 21. Jahrhundert ein Gemeindeteil der Stadt Bad Belzig im Landkreis Potsdam-Mittelmark in Brandenburg.

## Geografische Lage
Die genaue Lage der Feldmark ist bislang unbekannt. Rohrlach vermutet sie südwestlich in unmittelbarer Nähe zu Klein Glien. Ihre Größe wurde mit acht Hufen angegeben (1419/1420).

## Geschichte
Die erste urkundliche Erwähnung stammt aus dem Jahr 1419/1420 als Brunstorff. Die Dorfstätte war zu dieser Zeit vermutlich durch die Hussitenkriege wüst gefallen und gehörte von vor 1419 bis 1534 der Familie Schulte aus Belzig. Für die beiden folgenden Jahre war die Familie von Kralugk im Besitz des Dorfes, die es an die Familie Groß verkaufte. Diese wiederum gab es um 1546 an die Familie von Falkenröder weiter. In dieser Zeit erschienen Klein Glien und Brunsdorf als die dorffsteten Lutichen Glyn und Braunßdorff (1545) in den Akten.  Doch auch die von Falkenröder hielten die Feldmark nicht lange, sondern gaben sie 1578 an die von Thümen weiter, die sie bis 1595 hielten. In dieser Zeit lebten im Jahr 1592 fünf Einwohner in Klein Glien, die zwei Stücke vor Brunsdorf, ein Stück und ein Breitlein, eine Breite und ein Stück und eine Rucke Ackerland in Brunsdorf bewirtschafteten. Dies ist auch der letzte Hinweis auf eine Nutzung. Schließlich kam die Feldmark wie auch weitere Ländereien im Umland im Jahr 1595 in den Besitz der Brandt von Lindau aus Wiesenburg/Mark, die sie bis 1755 hielten. In dieser Zeit wurde 1587 im Zusammenhang mit Brunsdorf von einem Rittersitz mit Gut in Klein Glien berichtet: das haus und gutt Luttichen gleina sambt dem Dorf daselbst die Bunersdorfische Feldtmark dabey gelegen. Anschließend wechselten erneut die Besitzer: Von 1755 bis 1765 zur Familie von Watzdorf aus Mahlsdorf zur Familie Trotta genannt Treyden, die es 1806 an die von Tschirschky verkauften. Die Feldmark ging in der Feldmark Klein Glien auf und wurde nicht wieder besiedelt.